# Premio de Fotografía del Uruguay
El Premio de Fotografía del Uruguay es un reconocimiento que pretende contribuir al desarrollo de la fotografía en el país. Para ello otorga una suma económica, conjuntamente con la implementación de una muestra fotográfica, la publicación de un libro con las fotografías incluidas en la muestra y la participación en un festival internacional de fotografía.
El premio es organizado por la división de Cultura del Ministerio de Educación y Cultura (MEC) y el Centro de Fotografía de Montevideo (CdF).
La primera edición de este premio se realizó en 2018.

## Ediciones
| Año       | Jurado                                                                                              | Ganadores | Nombre de la muestra | Ref. |
| --------- | --------------------------------------------------------------------------------------------------- | --- | --- | ---- |
| 2018-2019 | Carlos Carvalho (por el CdF), Magela Ferrero (por Cultura, MEC) Diana Mines (por los participantes) | Ignacio Iturrioz | Purgatorio | [2]  |
| 2020-2021 | Diana Mines (por los participantes)                                                                 | - Erika Bernhardt Recibieron mención (por orden alfabético): - Pantaleón Astiazarán - Deborah Elenter - Pablo Navajas - José Pilone - Gustavo Rosas - Federico Ruiz Santesteban | En el fin solo hay flores | [3]  |
| 2022-2023 | Alexandre Sequeira (Brasil) Natalia de León (Uruguay) Annabella Balduvino (por participantes)       | Julissa Dura Andrés Seoane José Pilone | Primer premio «¿Qué ves cuando me ves?» Julissa Dura Segundo premio «Lux» Andrés Pérez Seoane Tercer premio «En el aire» José Pilone | [4]  |
[actualizar]